# Isolda Dosamantes
Isolda Dosamantes Carrasco (Zumpango, Atlangatepec, 20 de julio de 1969) es una escritora, docente y promotora cultural mexicana.

## Trayectoria
Es licenciada en Ciencias Políticas por la Universidad Autónoma de Tlaxcala, tiene una especialidad en Literatura Mexicana del siglo XX por la Universidad Autónoma Metropolitana, diplomada en Creación Literaria por la Sociedad General de Escritores de México, maestra en Apreciación y Creación Literaria por Casa Lamm. Además de ello ha estudiado con otros escritores como Dolores Castro, Juan Bañuelos, Gerardo de la Torre, Eduardo Casar o Saúl Ibargoyen, entre otros.
Cuenta con 8 poemarios publicados y parte de su obra ha sido recopilada en antologías, periódicos y revistas, además de ser traducida al inglés, portugués y chino. Es directora del proyecto cultural independiente Galería Casa de la Nube, donde además imparte cursos de poesía.

## Reconocimientos
Ha sido merecedora de becas por parte de la Fundación Rafael Alberti, Casa Lamm, FETA, Fonca, SOGEM. Ha obtenido varios premios nacionales e internacionales, así como menciones honoríficas en la categoría de poesía desde el año de 1999;
- Premio Nacional de Poesía Saúl Ibargoyen, 2018.[5]
- Premio Internacional de Poesía Hacia Ítaca, Mar del Plata 2017.
- Premio de Poesía Praxis, 2011.
- Juegos Forales de Guaymas, Sonora, 2008.
- Mención honorífica del Premio Interamericano de Poesía, 2000.
- Mención honorífica del I Premio Estatal de Poesía Dolores Castro, 1999.

## Obra (Poemarios)
- Revelaciones del placer (2018)[6]
- Después del hambre (2017)
- Apuntes sobre el viaje (2012)
- Paisaje sobre la seda (2008)
- Gótico Florido (2001)
- Altura Lustral (2000)[7]
- Utopías de olvido (1997)
- Bacalar, sueño de agua (en colaboración con Victoria Santillana, 1995)